# 清水陽子 (都市研究者)
清水 陽子（しみず ようこ）は、日本の建築系都市研究者。関西学院大学建築学部教授。博士（学術）。一級建築士。専門は都市計画・地域計画。

## 略歴
大阪工業大学工学部建築学科卒業。住友林業、コクヨ勤務後、奈良女子大学大学院人間文化研究科博士課程修了。奈良女子大学社会連携センター特任助教などを経て、2013年関西学院大学総合政策学部准教授。2019年より同学部教授。2021年より建築学部教授。
主な所属学会は、日本建築学会、日本都市計画学会、日本家政学会、 日本地域経済学会、日本都市住宅学会など。

## 専門領域
都市計画（土地利用・住環境・まちづくり）

## 資格
一級建築士、博士（学術）

## 担当科目
住宅政策論、都市マネジメント論、比較都市論、都市調査法、建築・都市演習、まちづくり演習